# Microgecko varaviensis
Microgecko varaviensis — вид геконоподібних ящірок родини геконових (Gekkonidae). Ендемік Ірану. Описаний у 2019 році.

## Опис
Тіло (не враховуючи хвоста) сягає 28,3 мм завдовжки.

## Поширення і екологія
Microgecko varaviensis відомі з типової місцевості в горах Вараві, в області Мохр в провінції Фарс на півдні Ірану, на висоті 1340 м над рівнем моря.